# Nokia Cup
La Nokia Cup è stato un torneo di tennis facente parte del WTA Tour. Si è giocato a Prostějov in Repubblica Ceca sul sintetico indoor.

## Albo d'oro

### Singolare
| Anno | Campionessa      | Finalista     | Punteggio   |
| ---- | ---------------- | ------------- | ----------- |
| 1999 | Henrieta Nagyová | Silvia Farina | 7–6(2), 6–4 |

### Doppio
| Anno | Vincitrici                       | Finaliste                       | Punteggio     |
| ---- | -------------------------------- | ------------------------------- | ------------- |
| 1999 | Alexandra Fusai Nathalie Tauziat | Květa Hrdličková Helena Vildová | 3–6, 6–2, 6–1 |